# Усиро, Кэйсукэ
Кэйсукэ Усиро (яп. 右代 啓祐; род. 24 июля 1986, Эбецу) — японский легкоатлет, специалист по многоборьям. Выступает за сборную Японии по лёгкой атлетике с 2010 года, двукратный чемпион Азиатских игр, чемпион Азии, действующий рекордсмен страны в десятиборье, участник двух летних Олимпийских игр.

## Биография
Кэйсукэ Усиро родился 24 июля 1986 года в городе Эбецу префектуры Хоккайдо.
Впервые заявил о себе в лёгкой атлетике на взрослом международном уровне в сезоне 2010 года, когда вошёл в основной состав японской национальной сборной и выступил на Азиатских играх в Гуанчжоу, где с результатом в 7702 очка стал в программе десятиборья четвёртым.
В 2011 году на чемпионате мира в Тэгу закрыл двадцатку сильнейших в десятиборье.
В 2012 году побывал на чемпионате Азии в помещении в Ханчжоу, откуда привёз награду серебряного достоинства, выигранную в семиборье — уступил здесь только представителю Казахстана Дмитрию Карпову. Благодаря череде удачных выступлений удостоился права защищать честь страны на летних Олимпийских играх в Лондоне — набрал в сумме всех дисциплин десятиборья 7842 очка, расположившись в итоговом протоколе соревнований на 20-й строке.
На чемпионате мира 2013 года в Москве занял 22-е место в десятиборье.
В 2014 году на Азиатских играх в Инчхоне превзошёл всех своих соперников в десятиборье и завоевал золотую медаль.
На чемпионате мира 2015 года в Пекине был двадцатым.
Находясь в числе лидеров легкоатлетической команды Японии, благополучно прошёл отбор на Олимпийские игры 2016 года в Рио-де-Жанейро — здесь с результатом в 7952 очка так же стал двадцатым. Являлся знаменосцем Японии на церемониях открытия и закрытия Игр.
После Олимпиады в Рио Усиро остался в составе японской национальной сборной на ещё один олимпийский цикл и продолжил принимать участие в крупнейших международных стартах. Так, в 2017 году в десятиборье он занял 20-е место на чемпионате мира в Лондоне.
В 2018 году добавил в послужной список золотую награду, полученную в десятиборье на Азиатских играх в Джакарте.
В 2019 году победил на чемпионате Азии в Дохе, занял 16-е место на чемпионате мира в Дохе.